# 青木熊吉
青木 熊吉（あおき くまきち、1864年3月19日（文久4年2月12日） - 1940年12月1日）は、日本の漁師、海洋生物の採集人。

## 生涯
相模国三崎入船町（後の神奈川県三崎町、現在の三浦市の一部）に、漁師のひとり息子として生まれ、正規の教育は受けないまま漁師となる。
1886年に当時の東京帝国大学が三崎に臨海実験所（後の東京大学大学院理学系研究科附属臨海実験所：通称「三崎臨海実験所」）を設けると、そこで研究に従事する研究者たちの海洋生物採集に興味を持ち、1888年ころから自ら進んでその手伝いをするようになり、箕作佳吉、丘浅次郎、飯島魁、田中茂穂、岸上鎌吉、石川千代松、大島正満など多数の研究者たちと交わりながら海洋生物の採集に従事し、「三崎の熊さん」の愛称で研究者たちから親しまれた。青木は、その優れた操船や採集の能力を評価され、特に延縄漁法による深海のガラス海綿やウミユリの採集の技量は高く評価され、これらに関する箕作や飯島の研究につて『熊さんなしでは実現しなかったにちがいない』とまで言われている。実験所の場所も箕作佳吉から「人が来ない静かな所」を聞かれた青木が、三浦義意自決の場と言われ地元で忌まれていた油壷を紹介したという。
1898年、青木は正式に、採集人として臨海実験所に雇用された。読み書きはできなかったが、生物の学名を片っ端から暗記していき、実験所の初代助手・土田兎四造に教わった片仮名でメモもしていた。1904年に三崎を訪れたドイツの海洋動物学者フランツ・ドフラインは「ヨーロッパ語の一語を解さない50歳近い一漁夫が、自分で採集してきた生物のほとんどのラテン名を知っているということは、この上ない驚きであった」と述べている。自宅には『動物商青木熊吉」の表札を掲げ、海外からの採集の注文にも直接応じていた。
1925年に青木が採集人として定年となった際には、研究者たちの間で養老慰労金が募られた。青木はその後も、嘱託として活動を続けた。
1940年に青木が喜寿を迎えた際には、『動物学雑誌』が第52巻第9号を「青木熊吉翁喜寿祝賀特輯号」とした。

## 関連する命名
青木は採集の現場で、即席の名を付けるのに長けていたとされ、その中には和名に採用されたものもある。

### カシパンガイとタコノマクラ
スカシカシパンなど、カシパン類の名は、青木の命名によるとされる。また、タコノマクラについても、青木の命名によるとする説が流布しているが、青木が三崎臨海研究所に関わった時期より以前に出版された丹波敬三・柴田承桂『普通動物学』（1883年）に記載があり、青木による命名とする説は誤解に基づくものである。

### オキナエビスガイの異名「長者貝」
1875年、来日中のドイツの生物学者フランツ・ヒルゲンドルフ (Franz Hilgendorf) が江の島の土産物店で貝殻を購入し、帰国後にこれが新種であることを確認され、1877年に新種として学会で発表した。これを受けて大英博物館から東京帝国大学に、この貝の採集が依頼され、青木が一本釣りでその採集に成功した。当時としては大金の40円の賞金を受けた青木は、「長者になったようだ」といったとされ、ここから、この貝を「長者貝」と称するようになった。しかし、その後の調べで、1844年の武蔵石壽の著書『目八譜』に「オキナエビス」の名で記載があることが判明し、「オキナエビスガイ」が正式な名称となった。「長者貝」は異名として現在も用いられることがある。

### 青木への献名
ミサキウナギ Scolecenchelys aoki (Jordan and Snyder, 1901) 、クマイタチウオ Monomitopus kumae (Jordan and Hubbs, 1925) は青木に対する献名により学名（種小名）が付けられた魚である。ミサキウナギは1900年に来日したアメリカの魚類学者デイビッド・スター・ジョーダンが、採集にあたっての青木の協力に感謝して命名した。ハナガサナマコ Kolga kumai (Mitsukuri, 1921) も熊吉の名からとられており、これが属するクマナマコ科 (Elpidiidae) は和名が熊吉にちなむ。